# 티에리 프레몽
티에리 프레몽(프랑스어: Thierry Frémont, 1962년 7월 24일 ~ )은 프랑스의 배우이다. 1988년 세자르상 남우신인상을 수상했다.

## 출연 작품

### 영화
- 라운드 업 (2010)
- 해피 이벤트 (2011)
- 아기기린 자라파 (2012) - 모레노 역(목소리)
- 얼라이드 (2016) - 폴 델라메어 역

### 텔레비전
- Transferts (2017)
- 다스 부트 (2018, Das Boot)